# Kanton Roisel
Der Kanton Roisel war bis 2015 ein französischer Wahlkreis im Arrondissement Péronne, im Département Somme und in der Region Picardie; sein Hauptort war Roisel. Vertreter im Generalrat des Départements war zuletzt von 1992 bis 2015 Michel Boulogne (PS).
Es lebten 7614 (2006) Menschen im Kanton Roisel, was bei einer Fläche von 162,62 km² einer Bevölkerungsdichte von 47 Einwohner/km² entsprach. Die Höhe innerhalb des Kantons variierte zwischen 59 m (Tincourt-Boucly) und 152 m (Liéramont), bei einer durchschnittlichen Höhe von 103 m.

## Gemeinden
Der Kanton Roisel bestand aus 22 Gemeinden:
| Gemeinde               | Einwohner Jahr | Fläche km² | Bevölkerungsdichte | Code INSEE | Postleitzahl |
| ---------------------- | -------------- | ---------- | ------------------ | ---------- | ------------ |
| Aizecourt-le-Bas       | 61 (2013)      | –          | – Einw./km²        | 80014      | 80240        |
| Bernes                 | 346 (2013)     | –          | – Einw./km²        | 80088      | 80240        |
| Driencourt             | 100 (2013)     | –          | – Einw./km²        | 80258      | 80240        |
| Épehy                  | 1.238 (2013)   | –          | – Einw./km²        | 80271      | 80740        |
| Fins                   | 283 (2013)     | –          | – Einw./km²        | 80312      | 80360        |
| Guyencourt-Saulcourt   | 145 (2013)     | –          | – Einw./km²        | 80404      | 80240        |
| Hancourt               | 101 (2013)     | –          | – Einw./km²        | 80413      | 80240        |
| Hervilly               | 164 (2013)     | –          | – Einw./km²        | 80434      | 80240        |
| Hesbécourt             | 55 (2013)      | –          | – Einw./km²        | 80435      | 80240        |
| Heudicourt             | 547 (2013)     | –          | – Einw./km²        | 80438      | 80122        |
| Liéramont              | 227 (2013)     | –          | – Einw./km²        | 80475      | 80240        |
| Longavesnes            | 86 (2013)      | –          | – Einw./km²        | 80487      | 80240        |
| Marquaix               | 219 (2013)     | –          | – Einw./km²        | 80516      | 80240        |
| Pœuilly                | 113 (2013)     | –          | – Einw./km²        | 80629      | 80240        |
| Roisel                 | 1.736 (2013)   | –          | – Einw./km²        | 80677      | 80240        |
| Ronssoy                | 583 (2013)     | –          | – Einw./km²        | 80679      | 80740        |
| Sorel                  | 168 (2013)     | –          | – Einw./km²        | 80737      | 80240        |
| Templeux-la-Fosse      | 143 (2013)     | –          | – Einw./km²        | 80747      | 80240        |
| Templeux-le-Guérard    | 197 (2013)     | –          | – Einw./km²        | 80748      | 80240        |
| Tincourt-Boucly        | 374 (2013)     | –          | – Einw./km²        | 80762      | 80240        |
| Villers-Faucon         | 645 (2013)     | –          | – Einw./km²        | 80802      | 80240        |
| Vraignes-en-Vermandois | 155 (2013)     | –          | – Einw./km²        | 80812      | 80240        |